# Správní obvod obce s rozšířenou působností Hořovice

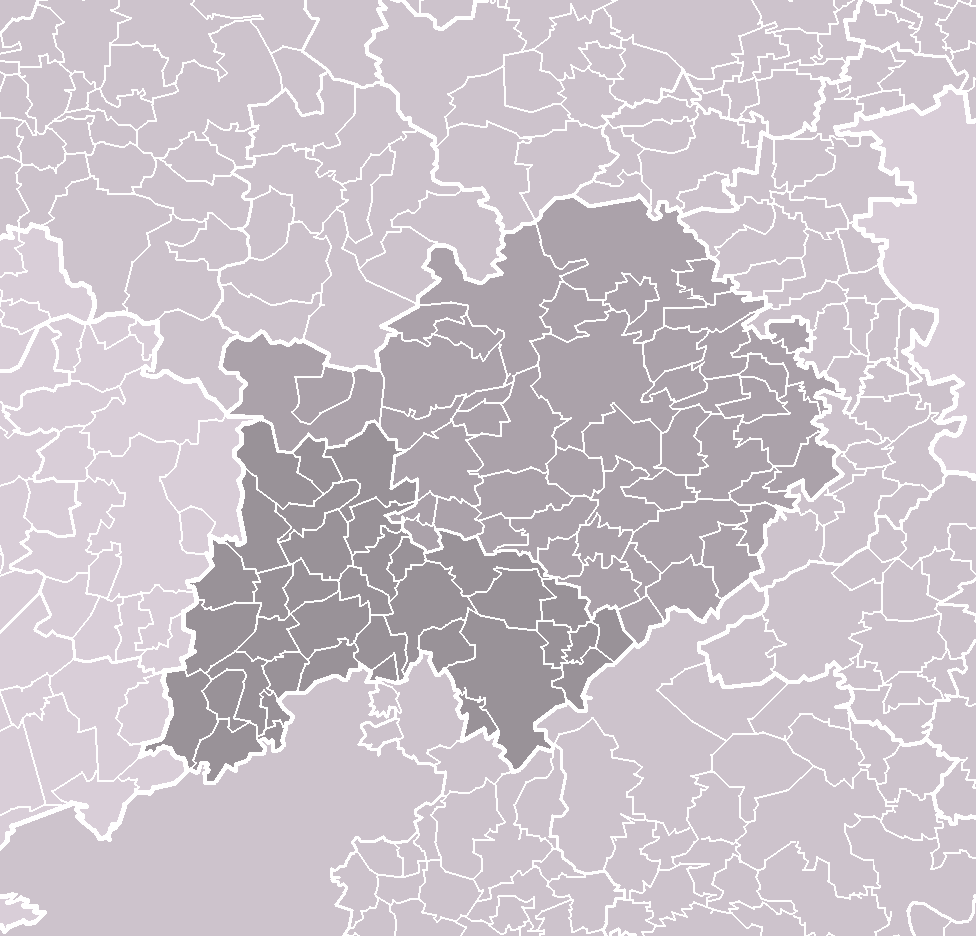
Rozsah správního obvodu ORP Hořovice (tmavě) v rámci okresu Beroun s vyznačenými hranicemi obcí

Správní obvod obce s rozšířenou působností Hořovice je od 1. ledna 2003 jedním ze dvou správních obvodů rozšířené působnosti obcí v okrese Beroun ve Středočeském kraji. Čítá 37 obcí, z toho 3 města a 2 městyse.
Město Hořovice je zároveň obcí s pověřeným obecním úřadem, přičemž oba správní obvody jsou územně totožné.

## Seznam obcí
Poznámka: Města jsou vyznačena tučně, městyse kurzívou, části obcí malince.
- Běštín
- Březová
- Bzová
- Cerhovice (Cerhovice, Třenice)
- Drozdov
- Felbabka
- Hořovice
- Hostomice (Bezdědice, Hostomice, Lštěň, Radouš)
- Hředle
- Hvozdec (Hvozdec, Mrtník)
- Chaloupky (Chaloupky, Neřežín)
- Chlustina
- Jivina
- Komárov (Kleštěnice, Komárov)
- Kotopeky (Kotopeky, Tihava)
- Lážovice (Lážovice, Nové Dvory)
- Lhotka
- Libomyšl (Libomyšl, Želkovice)
- Lochovice (Kočvary, Lochovice, Netolice, Obora)
- Malá Víska
- Neumětely
- Olešná
- Osek
- Osov (Osov, Osovec)
- Otmíče
- Podluhy
- Praskolesy
- Rpety
- Skřipel
- Tlustice
- Točník
- Újezd
- Velký Chlumec (Malý Chlumec, Velký Chlumec)
- Vižina
- Zaječov (Kvaň, Nová Ves, Zaječov)
- Záluží
- Žebrák (Sedlec, Žebrák)

## Obyvatelstvo
| Rok  | Obyv.  | ± %    |
| ---- | ------ | ------ |
| 1869 | 30 941 | —      |
| 1880 | 30 889 | −0,2 % |
| 1890 | 30 395 | −1,6 % |
| 1900 | 31 713 | +4,3 % |
| 1910 | 32 854 | +3,6 % |

| Rok  | Obyv.  | ± %    |
| ---- | ------ | ------ |
| 1921 | 31 969 | −2,7 % |
| 1930 | 31 909 | −0,2 % |
| 1950 | 28 760 | −9,9 % |
| 1961 | 29 029 | +0,9 % |
| 1970 | 28 082 | −3,3 % |

| Rok  | Obyv.  | ± %    |
| ---- | ------ | ------ |
| 1980 | 27 682 | −1,4 % |
| 1991 | 26 672 | −3,6 % |
| 2001 | 26 542 | −0,5 % |
| 2011 | 28 934 | +9 %   |
| 2021 | 30 165 | +4,3 % |